# DFS Classic 1997
DFS Classic 1997 — жіночий тенісний турнір, що проходив на кортах з трав'яним покриттям Edgbaston Priory Club у Бірмінгемі (Англія). Належав до турнірів 3-ї категорії в рамках Туру WTA 1997. Відбувсь ушістнадцяте і тривав з 9 до 15 червня 1997 року. Друга сіяна Наталі Тозья здобула титул в одиночному розряді.

## Фінальна частина

### Одиночний розряд
Наталі Тозья —  Яюк Басукі 2–6, 6–2, 6–2
- Для Тозья це був 2-й титул за сезон і 17-й — за кар'єру.

### Парний розряд
Катріна Адамс /  Лариса Савченко —  Наталі Тозья /  Лінда Вілд 6–2, 6–3
- Для Адамс це був єдиний титул за сезон і 20-й — за кар'єру. Для Савченко це був 1-й титул за рік і 62-й - за кар'єру.